# معصرة شجرة الدر
معصرة شجرة الدُّر أو معصرة عبد النبي أو بَد عبد النبي هي معصرة زيتون قديمة، كانت تُعتبر من أكبرِ معاصر الزيتون في مدينة الخليل وأكثرها إنتاجاً للزيت، وتقع هذه المعصرة بالقرب من ساحة البلدية القديمة في منطقة الزاهد في البلدة القديمة في الخليل. شُيّدت المعصرة في أوائل القرن العشرين خلال أواخر العصر العثماني، وفي عام 1925 أُضيف إليها مطحنة حبوب، واستمرت بالعمل حتى عام 1970.

## التسمية
سُميت المعصرة بهذا الاسم نسبة إلى مالكيها عائلة عبد النبي النتشة، وأُطلق عليها معصرة شجرة الدُّر، نسبة إلى مدرسة شجرة الدُّر الواقعة في الطابق العلوي منها، كما عُرفت أيضاً باسم "بابور عبد النبي"، وذلك لاحتوائها على مطحنة حبوب.

## المبنى
يتكون المبنى من قاعتين رئيسيتين، إحداها استخدمت مطحنة للقمح والأخرى كمعصرة للزيتون. وفي فترة الإنتداب البريطاني تم تطوير المبنى كمنشأة صناعية ضمّت معصرة زيت زيتون ميكانيكية، ومطحنة حبوب استُخدمت حتى مطلع سبعينيات القرن الماضي. وتوثق هذه المنشأة مرحلة مهمة من مراحل تطور التكنولوجيا في عصر زيت الزيتون وطحن الحبوب في الخليل من الأسلوب التقليدي القديم، والذي كان يدار يدوياً بقوة الإنسان أو باستخدام قوة الدواب، إلى المعاصر والمطاحن الميكانيكية الحديثة. 
عانى المبنى فترةً طويلة من الهجران والإهمال، مما أدى إلى تلفٍ في قسمٍ من معالمه، وفي عام 2014 تولت لجنة إعمار الخليل ترميم وتأهيل مبنى المعصرة بتمويل من الصندوق العربي للإنماء الاقتصادي والاجتماعي، وفي عام 2015 تولت وزارة السياحة والآثار تطوير وسائل العرض داخل المبنى بتمويل من المنظمة العربية للتربية والثقافة والعلوم وبالتعاون مع اللجنة الوطنية للتربية والثقافة والعلوم، إضافةً لفتحها متحفًا أمام الزوار والسائحين.
يحتوي المبنى على قاعات عرض على مكابس تعمل بالضغط الهيدروليكي، ومسن ميكانيكي مصنوع من الحجر الرملي الصلب مثبت داخل إطار خشبي كان يستخدم لسن الأدوات المعدنية، وقفف، وصناديق خشبية، وسراج معدني كان يستخدم للإنارة داخل المعصرة، وجرار تخزين الزيت والماء، وهي مزججة من الداخل من أجل تفادي امتصاص الفخار للزيت واستخدمت أيضًا لنقل وتخزين المياه.

## خطوات إنتاج الزيتون
كانت تتم عملية استخراج الزيت عبر الطريقة الباردة بطحن حبات الزيتون وعصرها ثم فصل الزيت عن الماء، ضمن ثلاث خطوات وهي :
1. ضغط الزيتون للحصول على الزيتون المهروس.
2. عصر الزيتون المهروس للحصول على سائل ممزوج، مكون من الماء وزيت الزيتون.
3. فصل الزيت عن الماء.

## صور إضافية

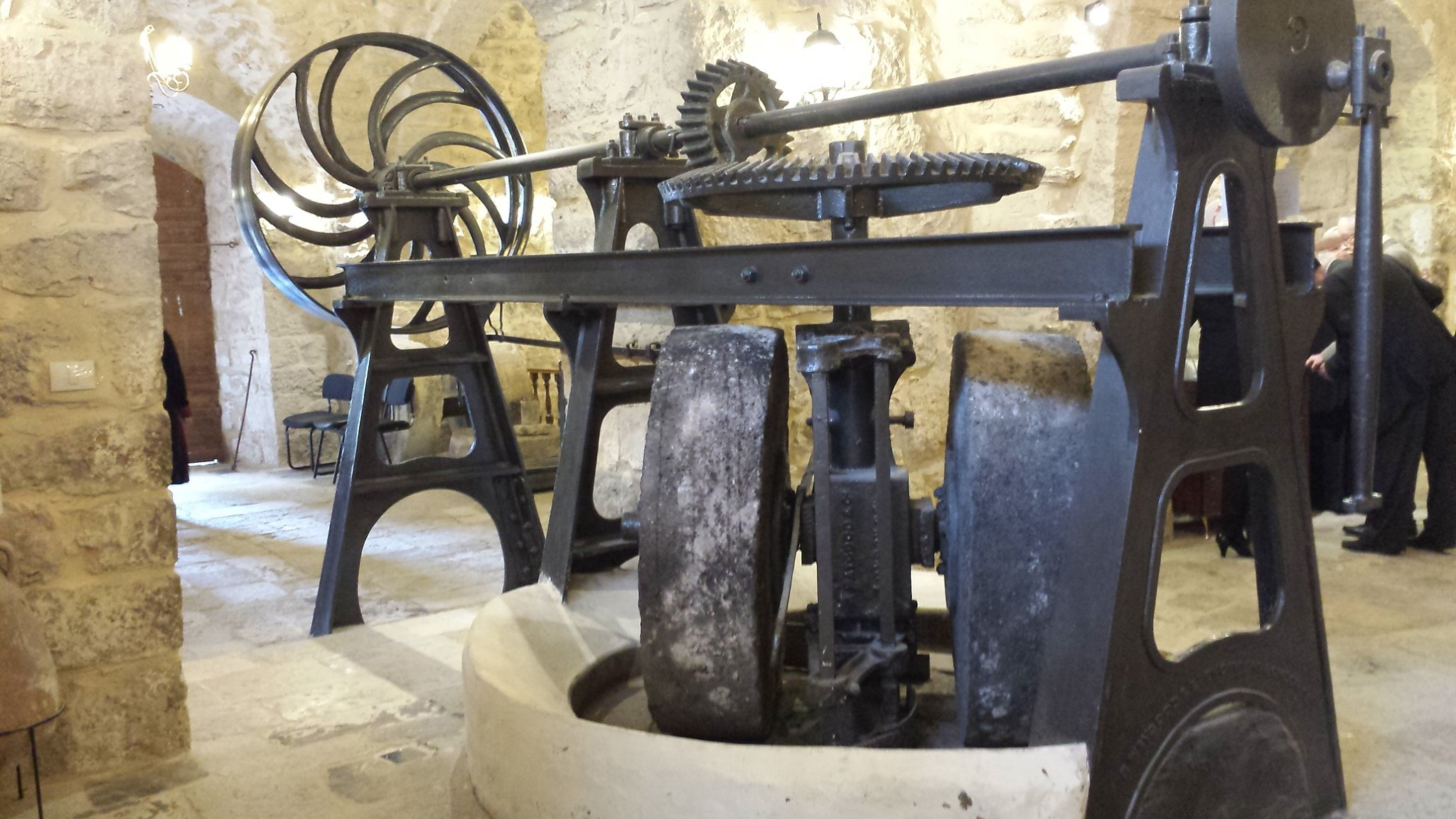
الآلات التي تستخدم لعصر الزيتون وتم استيردها من بريطانيا
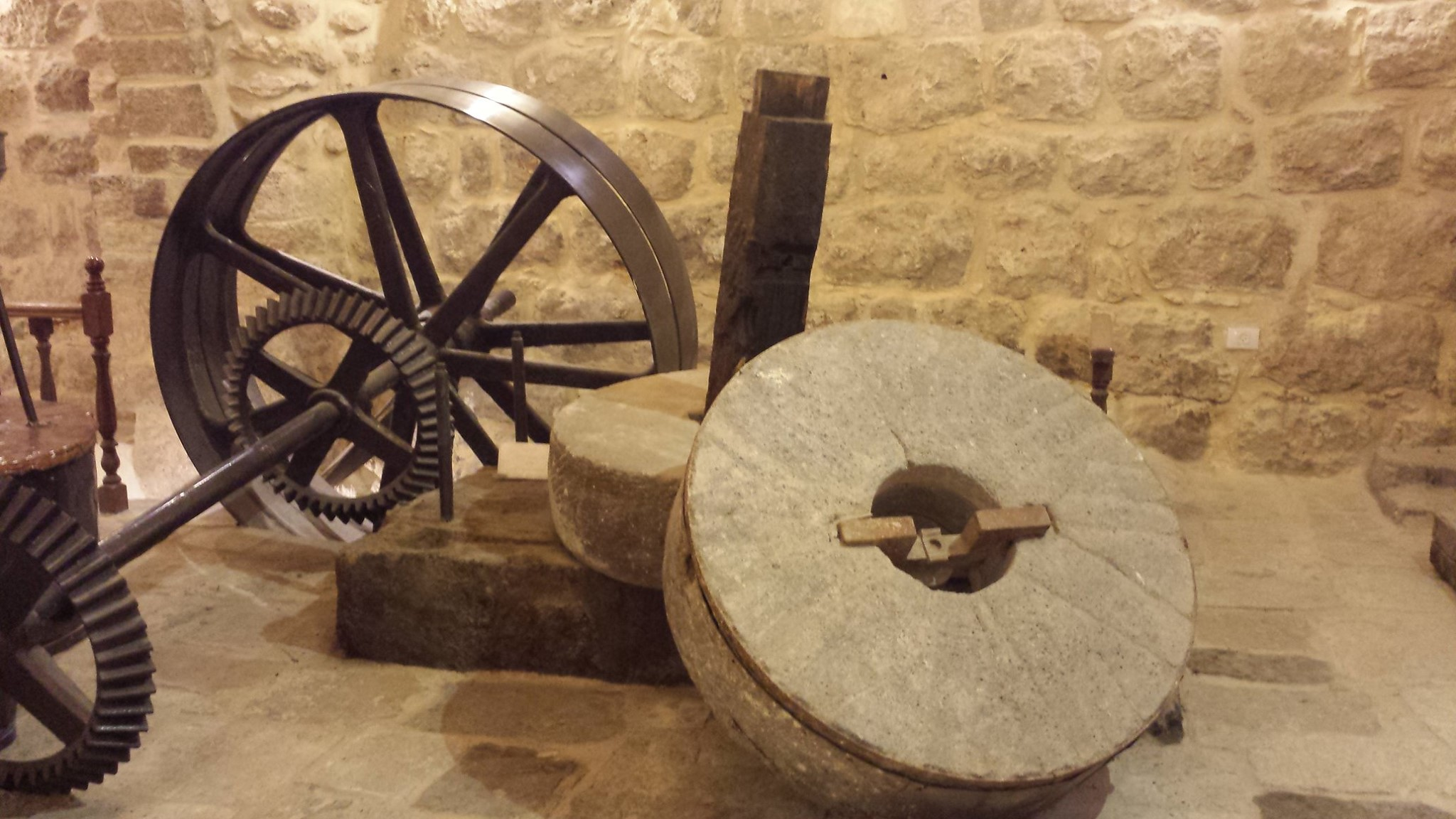
البد الذي يستخدم لطحن الحبوب
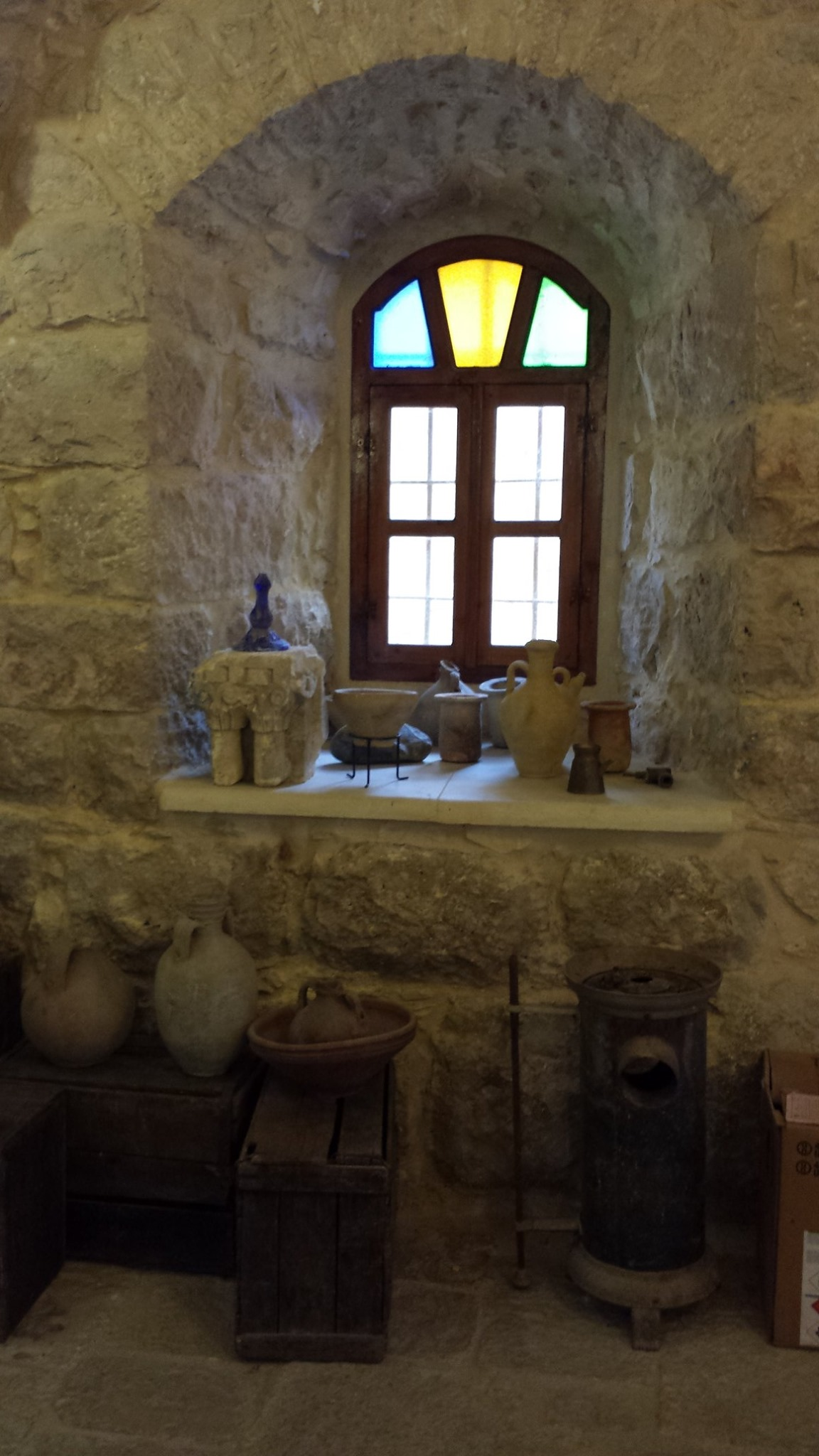
بعض الأواني والأدوات الأثرية المعروضة داخل المعصرة
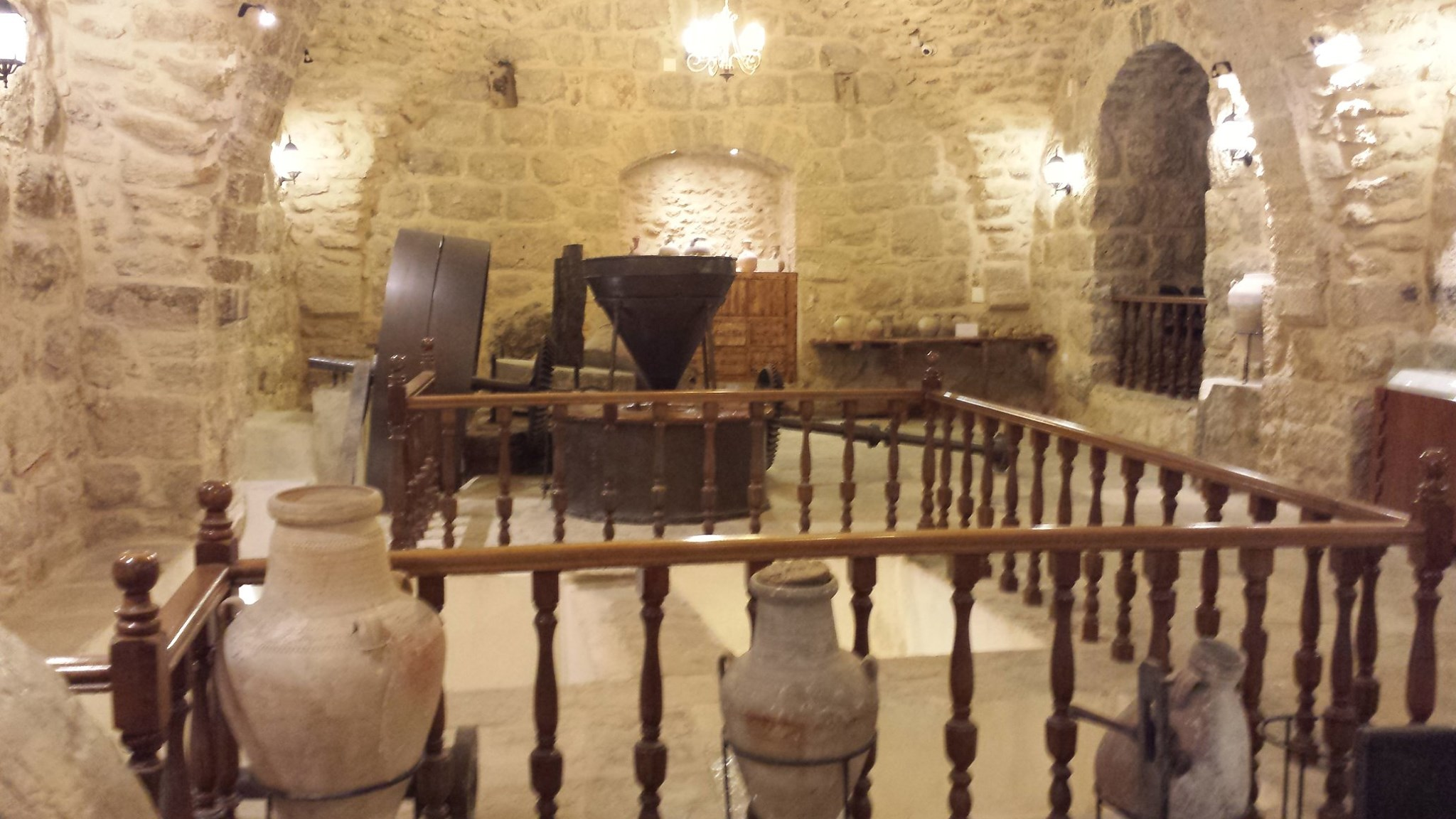
صورة من داخل معصرة شجرة الدر

## روابط خارجية
- صور لمعصرة شجرة الدُر للزيتون في الخليل
- صور لمتحف ومعصرة شجرة الدُّر في الخليل